# Evangelische Kirche (Aglasterhausen-Michelbach)

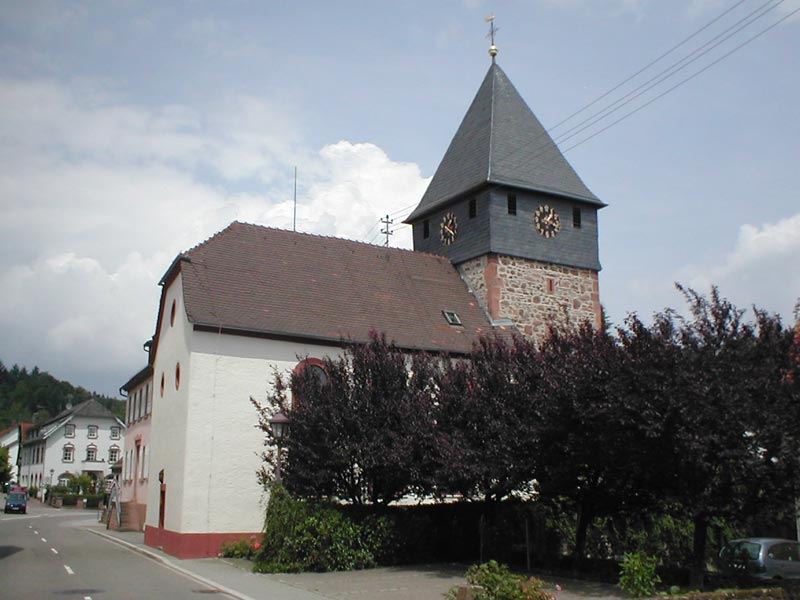
Evangelische Kirche in Michelbach

Die Evangelische Kirche ist die Pfarrkirche von Michelbach, einem Ortsteil der Gemeinde Aglasterhausen im Neckar-Odenwald-Kreis in Baden-Württemberg. Das Bauwerk ist beim Landesamt für Denkmalpflege Baden-Württemberg als Baudenkmal eingetragen. Die Kirchengemeinde gehört zum Kirchenbezirk Mosbach der Evangelischen Landeskirche in Baden.

## Beschreibung
Die Saalkirche besteht aus einem mittelalterlichen Chorturm, an den im 18. Jahrhundert nach Westen ein Langhaus mit drei Achsen angebaut wurde, der mit einem Krüppelwalmdach bedeckt wurde. Der Chorturm wurde mit einem schieferverkleideten Geschoss aufgestockt, das die Turmuhr und den Glockenstuhl mit drei Kirchenglocken beherbergt, und mit einem Pyramidendach bedeckt. 
Der Innenraum des Chors, das ist das Erdgeschoss des Chorturms, ist mit einem Kreuzgewölbe überspannt. Die Wandmalereien sind um 1440 entstanden. Auf ihnen sind die Verkündigung und die Kindheitsgeschichte von Jesus Christus dargestellt. Im Gewölbe sind die Evangelistensymbole zu sehen. Die Sakramentsnische wird auf das Jahr 1481 datiert.